# La Feuillie, Manche
La Feuillie är en kommun i departementet Manche i regionen Normandie i norra Frankrike. Kommunen ligger i kantonen Lessay som tillhör arrondissementet Coutances. År 2022 hade La Feuillie 299 invånare.

## Befolkningsutveckling
Antalet invånare i kommunen La Feuillie
| Referens: INSEE |